# イオン福重店
イオン福重店（イオンふくしげてん）は、イオン九州株式会社が福岡県福岡市西区で運営していた郊外型ショッピングセンターである。旧ダイエーの店番号は0516。

## 概要

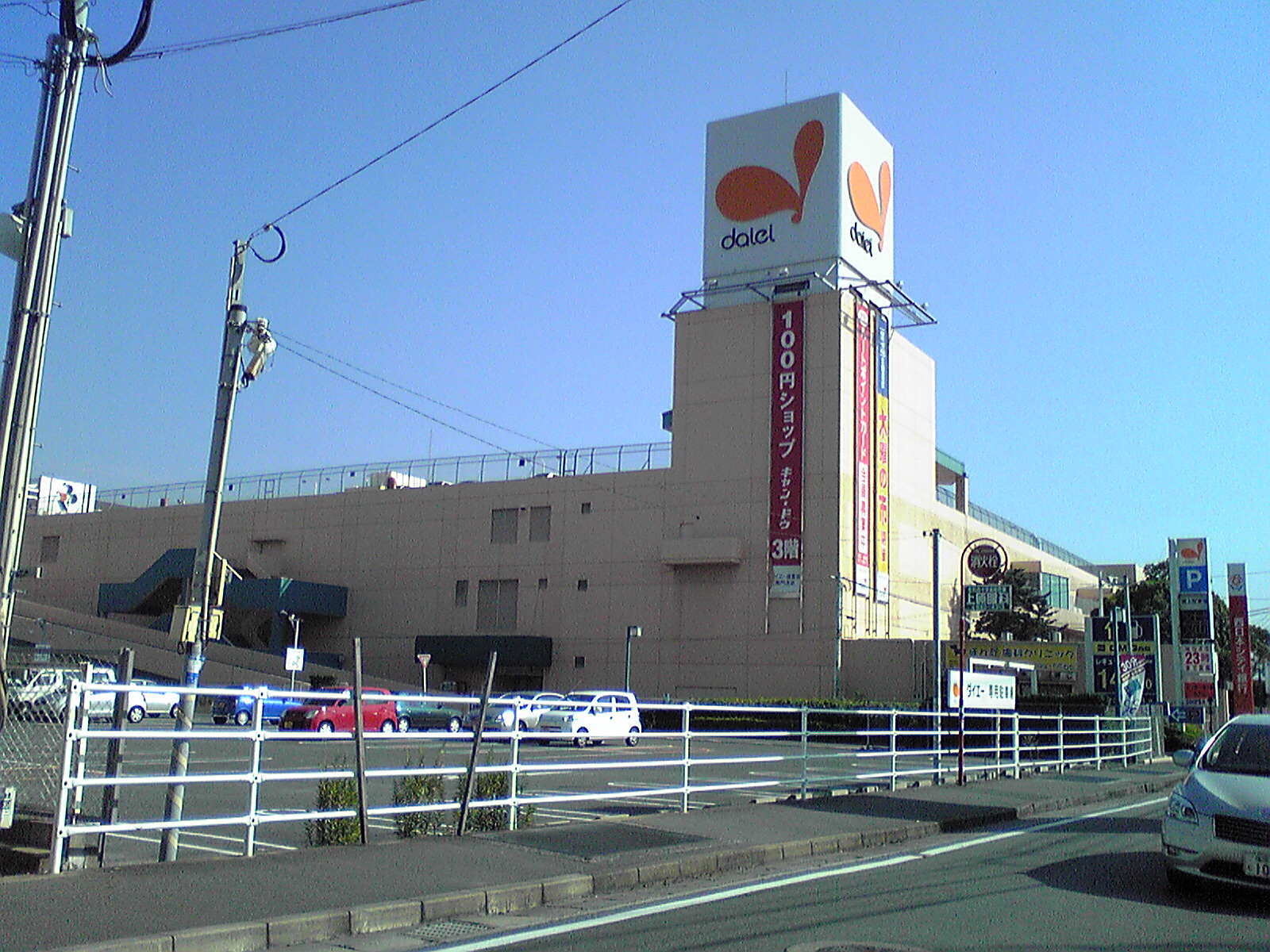
ダイエー時代の店舗外観

1983年11月23日にユニードによって福重アピロスとして開業。その後、ユニードがダイエーに統合されたことにより、1994年に「ダイエー福重店」となった。
2015年9月1日にイオン九州に同店の営業権が承継され「イオン福重店」に変更した。
2018年9月30日に閉店。
閉店時点では1階で食料品・消耗品・医薬品、2階で衣料品、3階で子供用品やインテリア・家庭用品などを販売しており、駐車場は平面駐車場と屋上駐車場を備えていた。
イオン退去後の建物はパン・パシフィック・インターナショナルホールディングス傘下の長崎屋が居抜き出店し、2019年6月27日に「MEGAドン・キホーテ福岡福重店」が開業した。3階にテナントとしてダイソー、ベスト電器も出店している。